# Zakręt obręczy

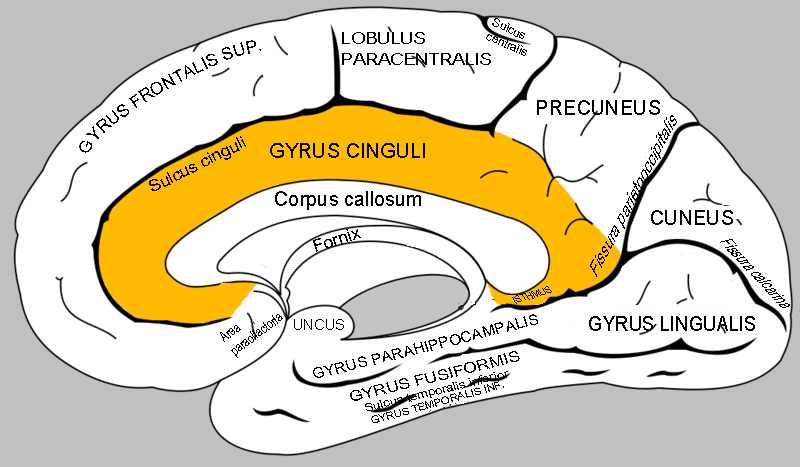
Schematyczny przekrój mózgu, zakręt obręczy zaznaczony na żółto

Zakręt obręczy (łac. gyrus cinguli) – w anatomii człowieka struktura mózgowia, część układu limbicznego, konkretnie część kory limbicznej.
Biegnie od dolnej powierzchni dzioba ciała modzelowatego (łac. facies inferior rostri corporis callosi), będąc przedłużeniem pola podspoidłowego. Zewnętrznie ograniczony przez bruzdę obręczy i bruzdę podciemieniową. Od wewnątrz ograniczenie stanowi bruzda ciała modzelowatego.
Zakończeniem zakrętu obręczy jest jej cieśń (łac. isthmus gyri cinguli), wywołana przez wrzynanie się w zakręt łączących się ze sobą w tym miejscu bruzdy ostrogowej oraz bruzdy ciemieniowo-potylicznej.